# 왜인

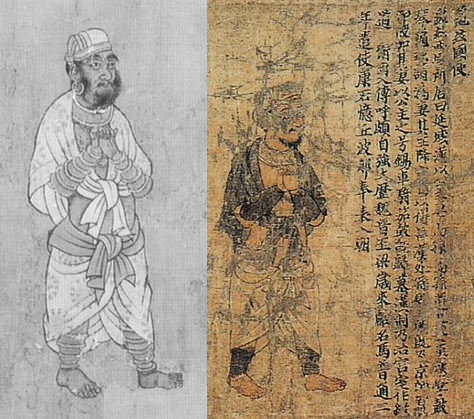

왜인(倭人)은 진수가 저술한 삼국지 위지 동이전에서 일본 열도의 주민들을 지칭한 이름이다.

## 한국에서의 왜인
한국에서의 왜인은 고려 시대의 사서 《삼국사기》에 왜인에 관한 기록이 있다.
과거 15세기까지는 단순히 일본 열도의 고대인만을 한정지어 정의했으나, 일본이 통일된 후 현대까지 왜놈(倭-), 왜년(倭-)등 일본의 대한 멸칭 수준으로 널리 사용되고 있다.

## 중국에서의 왜인
중국에서의 왜인은 역대 왕조의 사서 《후한서》, 《삼국지》, 《송서》,《수서》, 《구당서》, 《신당서》 등에서 왜인에 관한 기록이 있다.
- 왜5왕
- 왜(zh:倭)

## 같이 보기
- 왜국
- 일본 국왕